# فريد أرملي
فريد أرملي (1957- ) هو فنان ومشرف ومؤلف ومحرر أمريكي، ولد في آيوا. عمل في الولايات المتحدة وبرلين، أوروبا. ابتداءً من أواخر الثمانينيات، ركز على التعريف المفتوح للممارسة الفنية المعاصرة باعتبارها الوسيلة نفسها، والتي تتناسب بشكل جيد مع تقديم بناء جملة معاصِر من القضايا المتعلقة بسياسات الثقافة والهوية والتمثيل.
جاء اعترافه الأوسع في البداية فيما يتعلق بـ "Kontext Kunst" وهو مصطلح صاغه معرض/منشور جماعي رائد عام 1993. يعتبر عمل أرملي فريدًا من نوعه في مجال الأنواع المربكة، كما أن تركيزه على الممارسة الفنية واسع النطاق من الناحية المنهجية، بما في ذلك مجموعة من المعارض متعددة التخصصات، والمشاريع التعاونية، فضلاً عن الأدوار والمواقف طويلة الأجل داخل الإطار المؤسسي الفني.

## طريقة العمل
يمكن وصف مشاريع معارض أرملي من حيث كيفية جمعها بين مجالات العمل والعلاقات، التي تربط بين فئات مختلفة من الاستفسار وطرق العرض. ينعكس موضوعهم ويتشكل من خلال نوع معين من البناء النصي لكل مشروع.
إن السمة المميزة لهذه الإنشاءات هي أن "هوية" المشروع تنشأ من مجموعة ديناميكية. ينتقل الانتباه من ما يتم "عرضه" إلى المراسلات بينهما، ويجعل تأثير إدراك هذه الارتباطات المتشابكة بمثابة التجربة نفسها. تعمل أنظمة التوجيه الرسومية ونصوص الحائط ونشر الموارد كحوار، مما يشير إلى التثليث المستمر لمكان العمل الفني. من خلال تقديم مقاطع تحليلية، أكثر "وضعية" من "الموقع"، فإن هذه المقاطع تبني بدلاً من أن توضح. إن مواد البناء الجديدة الخاصة بهم مستمدة من مزيج من أكواد البرمجة، وهو نص يربط الوسائط، والهندسة المعمارية، والكمبيوتر، والعمل مع المواد التاريخية، والأرشيفات، ومقابلات الموارد كتاريخ اجتماعي. إن وصف العمارة التي تستضيف المعرض قد يكشف بدلاً من ذلك عن سرد بديل، ينتقل من الشعور بالبنية والمادية إلى عالم اجتماعي وسياسي. وباعتبارها استراتيجية، فإن إعادة الترميز هذه تمكن من إعادة تقديم البناء في الاعتبار كواجهة لمصفوفة مؤسسية معينة. ومن خلال هذه الواجهة، تتواجد الإنتاجات الجديدة والمتنوعة للمعرض، والتي تؤسس السرد المكاني المعاصر للمشروع.

## الممارسة الفنية
تتبنى منهجية أرملي التعريف المفتوح للممارسة الفنية باعتبارها الوسيلة التي يمكن من خلالها تقديم الديناميكيات العاملة ضمن سياسة التمثيل. ويضع هذا في علاقة بقضايا تتعلق بالثقافة والهوية والأمة والسرد، من خلال إنشاء خطوط موضوعية رئيسية للتحقيق في البداية، والتي تخلق شبكة من المراسلات. وتقدم هذه الأعمال كلها تعبيرات عن النمذجة المستمرة للثقافة والمجتمع، وتنظر في إطار ذلك إلى المحاولات الرامية إلى إضفاء الطابع المؤسسي على خطابات واتفاقيات معينة تركز على الجماهير ومجتمعات الاهتمام. وتشمل الأمثلة الرئيسية على ذلك تاريخ التلفزيون مقابل ثقافة تسجيل الموسيقى التي تشكل المجتمع الوطني مقابل الجماهير؛ وتمثيل "الآخر" العربي بالنسبة للسياسة في الولايات المتحدة ؛ ودور الفنون في المجتمع، كما يظهر في التقارب بين الشعر التجريبي والاستراتيجيات التحررية في الثقافة والسياسة، وفيما يتصل بذلك، العلاقة بين المؤسسة والمؤسسية.
قدمت إنتاجاته الأولى، وهي المجلات الموسيقية/الثقافية التي نشرها بنفسه Terminal Zone و ROOM (1987-1989)، انعكاسًا لسياق الولايات المتحدة من حيث ثقافة وسائل التسجيل. ينقل هذا البحث عن تركيب فني معاصر إلى مجلة موسيقية/ثقافية، حيث يتم توليد شكله الهجين الجديد من حيث فلسفة متغيرة: العينة، والمزج، والقص واللصق، والتقاطع الذاتي، وما إلى ذلك. يعكس تجميع المنشور للمواد الأرشيفية والمقالات والتاريخ الشفوي مع الموسيقيين الرائدين سياسات الهوية الجبيلية للفنان، من خلال مواقف تسمح بالتجمع في "مجتمعات فكرية"، وربط الثقافة اليومية والشعبية من خلال مصطلحات محددة مثل "الأمة" و"السرد".
قد أدت الدعوات الأوروبية إلى تحويل التركيز بشكل واضح نحو المؤسسات الفنية. وقد عملت أعمال مثل الممرات النازحة (1988) أو المعرض الفردي (إعادة) التوجيه (1989) على ربط الولايات المتحدة وأوروبا من خلال التفكير في المؤسسية المشتركة للمعرفة الاستشراقية القائمة على الغرب. ويتجلى هذا الإغلاق التمثيلي في هذه الأعمال من خلال القطع الأثرية المجمعة، باعتبارها جاهزة. تتضمن معظمها خطأ في الإنتاج مما يؤدي إلى إنشاء "فجوات" في المنطق السلس، والتي تبدأ منها أرملي بعد ذلك رسمًا بيانيًا جديدًا.
تنتج مشاريع المعارض الفردية المؤسسية الأكبر حجمًا، آثارًا وضعية على طول خطوط الصدع في الأسس المؤسسية، وتكشف داخل طبقات من الدلالات الثقافية من السينما والتلفزيون والهندسة المعمارية والموسيقى والنص والتصميم. إن الفرضية السردية التي توجه هذا الوضع تعكس تأملات الفنان الشخصية حول كيفية الدخول اليوم إلى المساحة التي توفرها هذه المؤسسات. يتطور طريق الوصول من خلال النظر في الفضاء المكاني للتحولات التاريخية المتقطعة. في هذين المثالين من الأطر المؤسسية الفنية الكبرى، يقدم كل مشروع مساحة انتقالية هشة داخلها. ويعمل الكتاب على معالجة البقايا الواضحة المتبقية من المناطق التي تشكلت نتيجة للسياسات الثقافية التي نشأت بعد مايو/أيار 1968، وذلك بهدف بناء منظور حول البيئة الانتقالية الحالية التي نشأت بعد عام 1989.

## مفاهيم الشبكة المفتوحة
يُرسي أرملي تفاعلًا بين المجالات والاستراتيجيات الثقافية، حيث يُولّد كل مشروع نوعًا محددًا من "برمجة المراسلات". ويرتبط هذا النهج بمفهوم "عدم اكتمال" محتمل ضمني في الديناميكية بين الثقافة والهوية، والذي يُتيح لنا النظر في سياسات التمثيل التي تجد باستمرار آفاقًا إبداعية في الربط بين الفن والثقافة والمجتمع. يمكن أيضًا إثبات هذه الفلسفة من خلال الأدوار والمناصب المختلفة التي شغلها الفنان داخل النظام المؤسسي الفني، بما في ذلك التعاون الاستشاري الفني/الإداري طويل الأمد للمشاريع المؤسسية واسعة النطاق.
بحلول عام 1999، كانت هناك ثلاثة أنواع من المشاريع واسعة النطاق تعمل: برنامج (1998) الذي شكل علاقة مع "الجمهور" من خلال تقاطع ثلاثة برامج عامة ( الجامعة، والتلفزيون الوطني، والفن العام)، وعمل تلفزيوني يقدم ذكريات عن ماضي وسائل الإعلام المذاعة والذي بدوره يولد ممرات عبر شخصية معاصرة لألمانيا الانتقالية بعد عام 1989. من/إلى (1999 Witte de With /2002 documenta11)، سلسلة المشاريع المؤسسية واسعة النطاق، تجمع بين المعرض، واللوحات، والعروض، واللجان من مجالات مختلفة، من أجل تجسيد التخطيط المضاربي للخطابات المتناقضة التي تولدت عن حركة اللاجئين الفلسطينيين بعد عام 1948: "خريطة تتكشف في الوقت الحقيقي". haus.0 (1999–2003) الذي جمع الخبرات السابقة في مفهوم البرمجة الدولية لمدة أربع سنوات لأرملي كمدير فني لمؤسسة Künstlerhaus Stuttgart، وهي مساحة فنية تأسست في الثمانينيات وكانت في مرحلة انتقالية بحلول عام 1999.
تشمل أعمال أرملي الفردية والتعاونية إنتاجه للفيديو والأعمال الصوتية والتدخلات المعمارية والتصميم والنحت والتركيب والأداء والحدث، بالإضافة إلى المنشورات. تستمر طبيعتهم المتعددة التخصصات وإحساسهم بالعملية في مشاريع أخرى، بما في ذلك أول معرض فردي للفنان في الولايات المتحدة بتكليف من متحف الفن والتاريخ (جنيف) لمعرضهم الأثري واسع النطاق ومقترح المتحف الجديد، غزة عند مفترق طرق الحضارات.
في عام 2007، نشر مؤرخ الفن هيلموت دراكسلر كتابًا عن ممارسات أرملي، والذي يلخص بشكل مناسب الموقف الفريد للأعمال والحساسية الشاملة للفنان من خلال عنوان الكتاب، "الأبراج القسرية".

## الجوائز
في عام 2024، رفض أرملي جائزة كاتي كولفيتس التي تمنحها أكاديمية الفنون في برلين، مشيرًا إلى أسباب رفضه "الاتجاه المقلق للرقابة في ألمانيا" و"التحول الرجعي في السياسات الثقافية الرسمية، بهدف إسكات المدافعين عن حقوق الفلسطينيين".

## معارض مختارة
- 2021 الشرق (إعادة) (2023) في "استمتع - مجموعة موموك في التغيير"، موموك (متحف مودرن كونست ستيفتونج لودفيغ فين)، فيينا، أ
- 2015/2016 الاتصال (1992/2015) في "للكشف، للعرض، للتوضيح، للإعلام، للعرض"، موموك (متحف مودرن كونست ستيفتونج لودفيغ فين)، فيينا، أ
- مشروع هندسة الفضاء لعام 2015 للبرنامج الذي يستمر لمدة عام. تَعَب. عاصمة. في مركز جامعة نوتنغهام للتكنولوجيا للفن المعاصر، سنغافورة
- 2007 المجالات المشتركة، في "غزة على مفترق طرق الحضارات"، متحف الفن والتاريخ، جنيف، CH
- 2004 Orient(n)ations، ArtPace، سان أنطونيو، الولايات المتحدة الأمريكية
- 2002 من/إلى، Documenta11، كاسل، د
- 2000-01 عمارة الخطاب، 2001، مؤسسة تابيس، إسبانيا
- 1999-02 haus.0، برنامج مدته أربع سنوات كمدير فني، Künstlerhaus Stuttgart، D
- 1999 من/إلى، ويت دي ويذ، روتردام، هولندا.
- 1997 قطع الغيار، كونستفيرين ميونيخ، ميونيخ، د
- 1995-96 ؟، (في NowHere)، متحف لويزيانا، DK، أمينة المتحف أوتي ميتا باور، المشاركة كأمينة مشاركة / فنانة
- 1995 مقياس، منتدى ستادتبارك براغ، براغ، سي آر
- 1993 BREA-KD-OWN، قصر الفنون الجميلة، بروكسل، ب
- 1992-93 مشروع الوحدة، فيرميني، ف، القيم الفني: إيف أوبيتالوت
- 1992 اتصل، جاليري ناجل، كولونيا، د
- 1990 أورفي 1990، دار الثقافة والاتصال، سانت إتيان، فرنسا
- 1989 (إعادة) أورينت، جاليري لورينز، باريس، فرنسا
- 1988 Wechselkurse، جاليري دور، ميونيخ، د
- منشورات عام 1987: منطقة المحطة / الغرفة